# Kortedala museum
Kortedala museum är ett lägenhetsmuseum i stadsdelen Kortedala i Göteborg.
Museet visar hur ett hem kunde se ut i arbetarstadsdelen Kortedala i nordöstra Göteborg på 1950-talet. Museet är inrymt i en vanlig lägenhet om två rum och kök på cirka 50 kvadratmeter i ett hyreshus. Vid renoveringen av huset har man gått varsamt fram och bevarat lägenheten i så ursprungligt skick som möjligt, samt kompletterat med originalutrustning från andra lägenheter. 
Kortedala Museiförening har samlat föremål som passar in i miljön.
I och med den autentiska miljön i museet har det även använts för filminspelningar där materialet ska utspela sig förr i tiden. Bland annat syns det i långfilmen ”Monica Z” med Edda Magnasson i huvudrollen, Peter Birros tv-serie ”Upp till kamp” och dramaserien ”Vår tid är nu”.